# Wissenschaftsforum Chemie 2017
Das Wissenschaftsforum Chemie 2017 mit dem Titel „Chemie bewegt“ fand vom 10. bis zum 14. September 2017 in Berlin statt.

## Eröffnungsfeier
Die Veranstaltung zum 150-jährigen Bestehen der Gesellschaft Deutscher Chemiker  (GDCh) wurde von der GDCh-Präsidentin Thisbe Lindhorst im Konzerthaus am Gendarmenmarkt feierlich eröffnet.
Zu den besonderen Gästen gehörte die Bundesministerin für Bildung und Forschung, Johanna Wanka. Roald Hoffmann, Cornell University, wurde mit dem Primo-Levi-Preis ausgezeichnet, der in diesem Jahr erstmals vergeben wurde.
Ehrenmitgliedschaften wurden an  Egon Fanghänel, Helga Rübsamen-Schaeff und Peter Gölitz verliehen.

## Festsymposium der „Angewandten Chemie (Zeitschrift)“
Höhepunkt war das Festsymposium der „Angewandten Chemie“ im Henry-Ford-Bau der FU Berlin, bei dem zahlreiche  Wissenschaftler, unter anderem vier Nobelpreisträger, Vorträge in englischer Sprache hielten:
- Jack Szostak (Nobelpreis für Medizin 2009), Massachusetts Institute of Technology, Cambridge, MA, USA: Von der Chemie zum Leben
- Thomas Carell, Ludwig-Maximilians-Universität München: DNA-Basen – über Watson und Crick hinaus
- Kenichiro Itami, Nagoya, Japan: Nanokohlenstoffe und neue Formen von Kohlenstoff
- Jürgen Kaube, Frankfurter Allgemeine Zeitung: Gesellschaftliche Herausforderungen und die Wissenschaft
- Robert Grubbs (CalTech), Pasadena, CA, USA: Olefin-Metathese
- François Diederich, ETH Zürich, Schweiz: Wirkstoffsynthesen
- Petra Schwille, Max-Planck Institut für Biochemie, Martinsried: Wie einfach Leben sein kann
- William E. Moerner, (Nobelpreis für Chemie 2014), Stanford, CA, USA: Detektion von Einzelmolekülen im nanoskaligen Bereich und Biomoleküldynamik
- Ben Feringa (Nobelpreis für Chemie 2016): Licht auf die Gesundheit, eine großartige Zukunft
- Frank Neese, Max-Planck Institut Mülheim: Theoretische Chemie: von Enzymen zu Materialien
- David A. Leigh, Manchester, UK: Die Magie molekularer Maschinen

## Symposien und Postersessions
Weitere Tagungen und Symposien der GDCh-Fachgruppen fanden im Rahmen des Wissenschaftsforums Chemie 2017 der Gesellschaft Deutscher Chemiker (GDCh) am 12. und 13. September 2017 an der Freien Universität und im Harnack-Haus der Max-Planck-Gesellschaft in Berlin-Dahlem statt. Die Veranstaltungen beinhalteten das Spektrum der modernen Chemie – vom Schulexperiment über die Grundlagenforschung bis zur industriellen Anwendung. Sie dienten dem wissenschaftlichen Austausch über neue Trends sowohl in Industrie als auch an Schule, Hochschule und in Forschungseinrichtungen. Auch Chemielehrer bekamen neue Impulse zur zeitgemäßen Gestaltung des Chemieunterrichts.
Das Wissenschaftsforum hatte auch andere Zielgruppen im Blick: Schüler ebenso wie Existenzgründer, Wirtschaftsvertreter, Investoren oder Politiker. Das Themenspektrum reicht dabei vom "Science Slam zur Chemie" über den Experimentiertag für Schüler bis zum Innovationsmarathon.
Das im Anschluss an die Tagung stattfindende Satellitensymposium mit dem Thema "Das Undenkbare Denken" beinhaltete den Wandel der
Rahmenbedingungen für die Forschung in der heutigen Zeit, bedingt durch Politik und Gesellschaft, und fand am 15. September 2017 im Harnack-Haus der Max-Planck-Gesellschaft in Berlin statt.

## Preise und Auszeichnungen
Im Rahmen des Wissenschaftsforums 2017 wurden folgende Preise und Auszeichnungen verliehen:
- Matthias Beller erhielt den Karl-Ziegler-Preis,
- die Adolf-von-Baeyer-Denkmünze ging an Peter Schreiner,
- Bernhard Spengler erhielt den Fresenius-Preis,
- Heinz-Schmidkunz-Preis für Marco Oetken,
- Jan Klett erhielt Arfvedson-Schlenk-Preis,
- Konrad Hungerbühler erhielt den Wöhler-Preis für Nachhaltige Chemie 2017
- Wilhelm-Klemm-Preis  ging an Hansjörg Grützmacher,
- Simon Schaffer erhielt den Paul-Bunge-Preis.

## Gedenktafel
Im Rahmen der Reihe "Historische Stätten der Chemie"
wurde am 10. September 2017 am Jakob- und Wilhelm-Grimm-Zentrum der Humboldt-Universität Berlin die Gedenktafel August Wilhelm Hofmanns (1818–1892), des Gründungspräsidenten der GDCh, feierlich enthüllt.